# فهرست مجموعه‌های تلویزیونی غیر ایرانی پخش‌شده از تلویزیون ایران
فهرست ناکاملی از مجموعه‌های تلویزیونی غیر ایرانی که از شبکه‌های تلویزیون ملی ایران و صدا و سیمای جمهوری اسلامی ایران پخش شده‌اند.

## پیش از انقلاب ۱۳۵۷
| عنوان                                   | کشور         | تاریخ پخش اولیه (بازپخش)              | کانال پخش اولیه (بازپخش)                               |
| --------------------------------------- | ------------ | ------------------------------------- | ------------------------------------------------------ |
| آقای نواک                               | آمریکا       | ۱۳۵۳ تا ۱۳۵۴                          | تلویزیون ملی ایران                                     |
| ستوان کلمبو                             | آمریکا       | ۱۳۵۴ تا ۱۳۵۷                          | تلویزیون ملی ایران                                     |
| سوئیچ                                   | آمریکا       | ۱۳۵۶                                  | تلویزیون ملی ایران                                     |
| ماجراهای تازه هاکلبری فین               | آمریکا       | ۱۳۵۵ و ۱۳۵۷                           | ؟                                                      |
| مرد شش‌میلیون‌دلاری                       | آمریکا       | ۱۳۵۵ تا ۱۳۵۶                          | تلویزیون ملی ایران                                     |
| غرب وحشی وحشی The Wild Wild West)‎)      | آمریکا       | ۱۳۵۰ تا ۱۳۵۱                          | تلویزیون ملی ایران                                     |
| مک‌میلان و همسرش McMillan & Wife‎)‎)       | آمریکا       | ۱۳۵۴                                  | تلویزیون ملی ایران                                     |
| مرد نامرئی The Invisible Man‎)‎)          | آمریکا       | ۱۳۵۶                                  | تلویزیون ملی ایران                                     |
| ویرجینیایی The Virginian‎)‎)              | آمریکا       | ۱۳۵۲ تا ۱۳۵۶                          | تلویزیون ملی ایران                                     |
| وکلای جوان The Young Lawyers)‎)          | آمریکا       | ۱۳۵۱                                  | تلویزیون ملی ایران                                     |
| گروه ۵۱ (Emergency!)                    | آمریکا       | ؟                                     | تلویزیون ملی ایران                                     |
| چاپارل (The High Chaparral)             | آمریکا       | اوایل دههٔ ۱۳۵۰                        | تلویزیون ملی ایران                                     |
| تارزان (Tarzan)                         | آمریکا       | ؟                                     | تلویزیون ملی ایران                                     |
| تسخیرناپذیران (The Untouchables)        | آمریکا       | دهه ۱۳۵۰                              | تلویزیون ملی ایران                                     |
| پزشک محله                               | آمریکا       | ۱۳۵۱ تا ۱۳۵۵                          | تلویزیون ملی ایران                                     |
| دایرهٔ وحشت                              | آمریکا       | ۱۳۵۳                                  | تلویزیون ملی ایران                                     |
| وروجک‌ها (Here Come the Double Deckers‎)  | آمریکا       | ۱۳۵۱                                  | تلویزیون ملی ایران                                     |
| مریخی محبوب من                          | آمریکا       | ۱۳۵۰ تا ۱۳۵۳                          | تلویزیون ملی ایران                                     |
| عشق‌های ناپلئون                          | آمریکا       | ۱۳۵۶                                  | تلویزیون ملی ایران                                     |
| راهبه پرنده                             | آمریکا       | ۱۳۵۰ تا ۱۳۵۲                          | تلویزیون ملی ایران                                     |
| پی‌پی جوراب‌بلند                          | سوئد و آلمان | ۱۳۵۷                                  | تلویزیون ملی ایران                                     |
| سفرهای جیمی مک‌فیترز                     | آمریکا       | دهه ۱۳۵۰                              | تلویزیون ملی ایران                                     |
| سوئینی                                  | آمریکا       | ۱۳۵۵                                  | تلویزیون ملی ایران                                     |
| شزم!                                    | آمریکا       | ۱۳۵۵                                  | تلویزیون ملی ایران                                     |
| فضا: ۱۹۹۹                               | انگلستان     | ۱۳۵۶ تا ۱۳۵۷                          | تلویزیون ملی ایران                                     |
| کوجک                                    | آمریکا       | ۱۳۵۵ تا ۱۳۵۷                          | تلویزیون ملی ایران                                     |
| بالاتر از خطر                           | آمریکا       | ۱۳۵۰ تا ۱۳۵۳                          | تلویزیون ملی ایران                                     |
| سیمارون                                 | آمریکا       | ۱۳۵۰ تا ۱۳۵۱                          | تلویزیون ملی ایران                                     |
| شفت                                     | آمریکا       | ۱۳۵۶ تا ۱۳۵۷                          | تلویزیون ملی ایران                                     |
| پیشتازان فضا                            | آمریکا       | ۱۳۵۰ تا ۱۳۵۴                          | تلویزیون ملی ایران                                     |
| خانه پربرکت                             | انگلستان     | ۱۳۵۵ تا ۱۳۵۶                          | تلویزیون ملی ایران                                     |
| خانواده والتون                          | آمریکا       | ۱۳۵۵ تا ۱۳۵۷                          | تلویزیون ملی ایران                                     |
| خیابان‌های سان‌فرانسیسکو                  | آمریکا       | ۱۳۵۵ تا ۱۳۵۶                          | تلویزیون ملی ایران                                     |
| دارا و ندار                             | آمریکا       | ۱۳۵۶ تا ۱۳۵۷                          | تلویزیون ملی ایران                                     |
| دکتر کیلدر                              | آمریکا       | ۱۳۵۱ تا ۱۳۵۴                          | تلویزیون ملی ایران                                     |
| زن اتمی                                 | آمریکا       | ۱۳۵۶                                  | تلویزیون ملی ایران                                     |
| مایا                                    | آمریکا       | ۱۳۵۵ تا ۱۳۵۶                          | تلویزیون ملی ایران                                     |
| بونانزا                                 | آمریکا       | ۱۳۵۲ تا ۱۳۵۷                          | تلویزیون ملی ایران                                     |
| یوفو بشقاب پرنده                        | آمریکا       | دهه ۱۳۵۰                              | تلویزیون ملی ایران                                     |
| گمشده در فضا                            | آمریکا       | ۱۳۵۲ تا ۱۳۵۳                          | تلویزیون ملی ایران                                     |
| دختر شاه پریان                          | آمریکا       | ۱۳۵۱ تا ۱۳۵۲                          | تلویزیون ملی ایران                                     |
| دود اسلحه                               | آمریکا       | ۱۳۵۳ تا ۱۳۵۷                          | تلویزیون ملی ایران                                     |
| محلهٔ پیتون (Peyton Place)               | آمریکا       | از نیمهٔ دوم دههٔ ۱۳۴۰ تا ۲۹ اسفند ۱۳۴۹ | تلویزیون ملی ایران                                     |
| خانهٔ کوچک (Little House on the Prairie) | آمریکا       | ۱۳۵۴ تا ۱۳۵۷                          | تلویزیون ملی ایران                                     |
| جایزه‌بگیر (Wanted)                      | آمریکا       | دههٔ ۱۳۵۰                              | تلویزیون ملی ایران (بازپخش: دههٔ ۱۳۷۰ با عنوان «پیگرد») |
| آیرونساید(Ironside)                     | آمریکا       | سال‌های ۱۳۵۰ و ۱۳۵۱                    | تلویزیون ملی ایران                                     |

## پس از انقلاب ۱۳۵۷
| عنوان                                                          | کشور                    | تاریخ پخش اولیه (بازپخش)                            | کانال پخش اولیه (بازپخش)               | تعداد قسمت‌های پخش شده                  |
| -------------------------------------------------------------- | ----------------------- | --------------------------------------------------- | -------------------------------------- | -------------------------------------- |
| فرار از زندان (Prison Break)                                   | آمریکا                  | ۱۳۹۴ (پخش: ۱۳۹۶–۱۳۹۹)                               | شبکه نمایش (بازپخش: شبکه تماشا)        | ۸۱                                     |
| سوداگران                                                       | آمریکا                  | دهه ۸۰                                              | شبکه ۱                                 |                                        |
| خانواده دکتر مارتینی                                           | آمریکا                  | دهه ۸۰                                              | شبکه ۵                                 |                                        |
| گرگ آسمان                                                      | آمریکا                  | دهه ۸۰                                              | شبکه ۳                                 |                                        |
| کلید اسرار                                                     | ترکیه                   | دهه ۸۰                                              | شبکه ۳                                 |                                        |
| قطره ای عبرت                                                   | ترکیه                   | دهه ۹۰                                              | شبکه تماشا                             |                                        |
| حلالم کن                                                       | ترکیه                   | ۱۳۸۸                                                | شبکه ۲                                 |                                        |
| گل گلشن گلفام                                                  | هند                     | دهه ۸۰                                              | شبکه ۲                                 |                                        |
| ناوارو                                                         | فرانسه                  | دهه ۸۰                                              | شبکه ۱                                 |                                        |
| افسانه شجاعان                                                  | چین                     | ۱۳۸۱ ۱۳۸۲ ۱۳۹۳ ۱۳۹۴                                 | شبکه ۱ شبکه نمایش                      |                                        |
| افسانه عقابهای مبارز                                           | چین                     | ۱۳۸۲                                                | شبکه ۱                                 | توقف پخش بعد از پخش چند قسمت ابتدایی   |
| گنجینه معبد                                                    | چین                     | ۱۳۸۳                                                | شبکه ۳                                 |                                        |
| راز گنج پنهان                                                  | چین                     | ۱۳۸۴ ۱۳۸۵ ۱۳۹۱ ۱۳۹۲                                 | شبکه ۵ شبکه تماشا                      |                                        |
| جنگجویان کوهستان                                               | ژاپن                    | ۱۳۸۱ ۱۴۰۲                                           | شبکه ۱ شبکه تماشا                      |                                        |
| افسانه شینگن                                                   | ژاپن                    | ۱۳۹۵                                                | شبکه تماشا                             |                                        |
| داستان‌های باورنکردنی(Beyond Belief:Fact or Fiction)            | آمریکا                  | دهه ۸۰                                              | شبکه تهران                             |                                        |
| در برابر آینده (Early Edition)                                 | آمریکا                  | دهه ۷۰ (بازپخش: ۱۳۹۵)                               | شبکه دو (بازپخش: شبکه نمایش)           | ۴۲                                     |
| یک گروه واقعی ("True Justice" Angel of Death)                  | کانادا                  | ۸ دی ۱۴۰۰                                           | شبکه تماشا                             | ۱۳                                     |
| امداد کوهستان (Die Bergretter)                                 | آلمان                   | ۴ دی ۱۴۰۰                                           | شبکه ۲                                 | ۹                                      |
| مردان اندیشه                                                   | انگلستان                | ۱۳۸۰                                                | شبکه ۴                                 | ۱۵                                     |
| چشم شیشه ای                                                    |                         | ۱۳۸۴                                                | شبکه ۴                                 |                                        |
| هفت ثانیه (Seven Seconds)                                      | آمریکا                  | ۲۹ آبان ۱۴۰۰                                        | شبکه ۱                                 | ۹                                      |
| باج (Ransom)                                                   | کانادا                  | ۲۹ آذر ۱۴۰۰                                         | شبکه ۵                                 | ۱۲                                     |
| وایت‌چپل (Whitechapel)                                          | انگلستان                | ۱ آذر ۱۴۰۰                                          | شبکه ۴                                 | ۱۴                                     |
| شیاطین (Devils)                                                | ایتالیا-انگلستان        | ۱۲ آبان ۱۴۰۰                                        | شبکه ۴                                 | ۱۰                                     |
| وقتی آب‌بندها می‌شکنند (Als de dijken breken)                    | هلند                    | ۱۰ مهر ۱۴۰۰                                         | شبکه ۵                                 | ۶                                      |
| آه گوم‌بی من (My Fair Lady)                                     | کره جنوبی               | ۱۳۹۹                                                | شبکه امید                              | ۱۶                                     |
| ذهن زیبا (Beautiful Mind)                                      | کره جنوبی               | ۱۴۰۰                                                | شبکه ۵                                 |                                        |
| گمشده در فضا                                                   | آمریکا                  | ۲۶ آبان ۱۳۹۹                                        | شبکه ۴                                 |                                        |
| راننده (The Driver)                                            | آمریکا                  | ۲۲ فروردین ۱۳۹۷                                     | شبکه ۱                                 |                                        |
| افسران پلیس (Carabinieri)                                      | ایتالیا                 | ۱۳۸۵ تا ۱۳۸۹                                        | شبکه دو                                | ۱۱۴                                    |
| گروه پلیس (Distretto di Polizia)                               | ایتالیا                 | دهه ۸۰                                              | شبکه ۵                                 |                                        |
| گروه تجسس (R.I.S. – Delitti imperfetti)                        | ایتالیا                 | ۱۳۸۵                                                | شبکه سه                                |                                        |
| کی۲ (The K 2)                                                  | ایتالیا                 | فروردین ۱۳۹۷                                        | شبکه تماشا                             |                                        |
| پیترلو (فیلم) (peterloo)                                       | انگلستان                | ۱۸ تیرماه ۱۴۰۰                                      | شبکه چهار                              | ۴ (در اصل فیلم هست)                    |
| آخرین پادشاهی                                                  | انگلستان                | ۱۲ تیرماه ۱۴۰۰                                      | شبکه چهار                              |                                        |
| عشق و زمین (Seasons of Love)                                   | آمریکا                  | ۱۳۸۱                                                | شبکه دو                                | ۴                                      |
| ارتش سری (secret army)                                         | انگلستان                | ۱۳۷۰تا۱۳۷۱                                          | شبکه یک                                | ۴۰                                     |
| افسانه بروس لی (The Legend of Bruce Lee)                       | چین                     | ۱۳۹۱                                                | شبکه دو                                | ۵۰                                     |
| سرزمین بادها (The Kingdom of the Winds)                        | کره جنوبی               | ۱۳۸۹                                                | شبکه سه                                | ۳۶                                     |
| بادبان‌های برافراشته (Toate pînzele sus)                        | رومانی                  | ؟                                                   | شبکه یک                                | ۱۲                                     |
| لورکا (Lorca, muerte de un poeta)                              | اسپانیا                 | ۱۳۸۳                                                | شبکه دو                                | ۸                                      |
| معلم (L'Instit)                                                | فرانسه                  | ۱۳۸۶                                                | شبکه دو                                | ۳۱                                     |
| شرق غرب ۱۰۱ (East West 101)                                    | استرالیا                | ۱۳۹۲                                                | شبکه دو                                | ۱۳                                     |
| پلیس ویژه The Squad (B.R.I.G.A.D.)                             | فرانسه                  | اواخر ۱۳۸۳ تا اوایل ۱۳۸۴                            | شبکه پنج                               | ۶                                      |
| A Dinner of Herbs (A Dinner of Herbs)                          | انگلستان                | اواخر ۱۳۸۳ تا اوایل ۱۳۸۴                            | شبکه پنج                               |                                        |
| ماهی (Fish)                                                    | انگلستان                | اواخر ۱۳۸۳ تا اوایل ۱۳۸۴                            | شبکه پنج                               |                                        |
| رأفت الهجان (مسلسل)                                            | مصر                     | ۱۳۸۱ ۱۳۸۲                                           | شبکه پنج                               |                                        |
| سوار بی اسب (فارس بلا جواد)                                    | مصر                     | ۱۳۸۳                                                | شبکه یک                                |                                        |
| الدغری (مسلسل)\|آقای دغل                                       | سوریه                   | ۲۰ تیر ۱۳۸۲ تا ۳ بهمن ۱۳۸۲                          | شبکه یک                                |                                        |
| مدیر کل                                                        | سوریه                   | دهه ۸۰                                              | شبکه دو                                |                                        |
| بهای حقیقت                                                     | فرانسه                  | ؟ تا ۱۳ تیر ۱۳۸۲                                    | شبکه یک                                |                                        |
| باد در پشت من                                                  | کانادا                  | ۱۳۸۸                                                | شبکه سه                                | ۵۳ (۲۲ قسمت سری اول و ۳۱ قسمت سری دوم) |
| Grim Pickings (مهمانی شوم)                                     | استرالیا                | ۱۰ بهمن ۱۳۸۲ تا؟                                    | شبکه یک                                | ۳                                      |
| ماجراهای بلسینگ (Ned Blessing: The Story of My Life and Times) | آمریکا                  | ۳۰ تیر ۱۳۸۲ تا ۲۷ مرداد ۱۳۸۲                        | شبکه سه                                | ۳ (در قالب ۵ قسمت)                     |
| مرکز پزشکی (Peak Practice)                                     | انگلستان                | ۱۳۸۵ تا ۱۳۸۷                                        | شبکه پنج                               |                                        |
| گردان مجرمین (The Penal Battalion)                             | روسیه                   | ۱۳۸۹                                                | شبکه دو                                | ۱۱                                     |
| بچه‌های بازیگوش (Outnumbered)                                   | انگلستان                | ۱۳۸۹ تا ۱۳۹۰                                        | شبکه دو                                | ۱۸                                     |
| ساعت برنارد (Bernard's Watch)                                  | انگلستان                | ۱۳۸۳                                                | شبکه یک                                | ۱۳                                     |
| نگهبانان ساحلی (The Guard)                                     | کانادا                  | ۱۳۹۰                                                | شبکه پنج                               | ۱۸                                     |
| عملیات ویژه نجات (Rescue: Special Ops)                         | استرالیا                | ۱۳۸۹ تا ۱۳۹۰ و ۱۳۹۲ تا ۱۳۹۳                         | شبکه پنج                               | ۵۴                                     |
| اکتبر (Oktober)                                                | انگلستان                | ۱۳۸۷                                                | شبکه چهار                              | ۳                                      |
| قرن کاراگاهان (Das Jahrhundert der Detektive)                  | سوئیس                   |                                                     | شبکه یک                                | ۵                                      |
| به‌سوی جنوب (Due South)                                         | کانادا                  | اواخر دهه ۱۳۷۰                                      | شبکه سه                                | ۳۲                                     |
| قصه‌های جزیره (Road to Avonlea)                                 | کانادا                  | ۷ /دی /۱۳۷۵ تا ۲۷ / شهریور / ۱۳۷۷                   | شبکه دو                                | ۸۱ + پشت صحنه                          |
| پزشک دهکده (Dr. Quinn, Medicine Woman)                         | آمریکا                  | ۲۰ /مهر/ ۱۳۸۰ تا ۱۷ /مهر/ ۱۳۸۳                      | شبکه دو                                | ۱۴۴                                    |
| روزنامه مرکوری (Mercury)                                       | استرالیا                | ۱۵ فروردین ۱۳۸۳ تا ۶ تیر ۱۳۸۳                       | شبکه دو                                | ۱۳                                     |
| شوالیه سیاه (Dark Knight)                                      | انگلستان                | ۱۲ اردیبهشت ۱۳۸۴ تا ۴ مهر ۱۳۸۴                      | شبکه دو                                | ۱۹ یا ۲۰ قسمت                          |
| آوای وحش (Call of the Wild)                                    | آمریکا                  | ۱۳۸۴                                                | شبکه دو                                | ۱۳                                     |
| کورو خیمنس (Curro Jiménez)                                     | اسپانیا                 | زمستان ۱۳۸۳ تا بهار ۱۳۸۴                            | شبکه دو                                | ۱۰                                     |
| دنیای افسانه‌ها (mythquest)                                     | کانادا                  | ۲۶ فروردین ۱۳۸۵ تا ۳۱ تیر ۱۳۸۵                      | شبکه دو                                | ۱۲                                     |
| پاندروسا (ponderosa)                                           | کانادا                  | ۱۸ فروردین ۱۳۸۵ تا شهریور ۱۳۸۵                      | شبکه دو                                | ۱۹                                     |
| اتاق جنایت (The Murder Room)                                   | انگلستان                | ۱۴ اردیبهشت ۱۳۸۵ تا ۲۸ اردیبهشت ۸۵                  | شبکه تهران                             | ۳                                      |
| کمینگاه (Doppio agguato)                                       | ایتالیا                 | ۵ خرداد ۱۳۸۵ تا اواخر خرداد یا اوایل تیر ۱۳۸۵       | شبکه تهران                             | (در اصل فیلم هست)                      |
| اولتیمو (Ultimo)                                               | ایتالیا                 | ۱۵ آذر ۱۳۸۴ تا اوایل ۱۳۸۵                           | شبکه تهران                             |                                        |
| وروشکا                                                         |                         | ۱۳۸۳ تا اواخر فروردین ۱۳۸۴                          | شبکه یک                                |                                        |
| خرس بزرگ                                                       | کانادا                  | اوایل اردیبهشت ۱۳۸۴ تا نیمه اول سال ۱۳۸۴            | شبکه یک                                |                                        |
| بچه محل (born and bred)                                        | انگلستان                | ۱۲ تیر ۱۳۸۳ تا ۶ شهریور ۱۳۸۳ (بازپخش:۱۳۸۷ و ۱۳۹۱)   | شبکه یک                                |                                        |
| گروه ویژه (delta team)                                         | آلمان                   | ۳ اردیبهشت ۱۳۸۴ تا نیمه اول ۱۳۸۴                    | شبکه دو                                | ۱۱                                     |
| ارثیه فامیلی                                                   | انگلستان                | ۷ اسفند ۱۳۸۳ تا ۲۰ فروردین ۱۳۸۴                     | شبکه دو                                | ۴ یا ۵ قسمت                            |
| واکنش                                                          |                         | نیمه دوم ۱۳۸۴                                       | شبکه دو                                |                                        |
| ام دی ای (MDA)                                                 | استرالیا                | ۴ دی ۱۳۸۵ تا ۳ اردیبهشت ۱۳۸۶                        | شبکه دو                                | ۱۳                                     |
| ماجراهای شرلی هلمز (The Adventures of Shirley Holmes)          | کانادا                  | ۱۳۸۵                                                |                                        | ۲۰                                     |
| قربانی بی گناه                                                 |                         | ۱۳۸۵                                                | شبکه پنج                               | ۴                                      |
| در اعماق دریا ( seaQuest DSV)                                  | آمریکا                  | ۵ مرداد ۱۳۸۱ تا ۲۸ دی ۱۳۸۱                          | شبکه دو                                |                                        |
| تسخیر زمین                                                     |                         | ۱۳۸۰                                                | شبکه دو                                |                                        |
| کلبه جنگلی                                                     |                         | اوایل سال ۱۳۸۳ تا ۲ شهریور ۱۳۸۳                     | شبکه دو                                |                                        |
| ماجراهای شهر عجیب (Eerie, Indiana: The Other Dimension)        | کانادا                  | ؟(بازپخش: ۱۳۹۰ در برنامه جمعه به جمعه، خونه به خونه | ؟(بازپخش: شبکه دو)                     | ؟                                      |
| پلیس:گروه امداد (police rescue)                                | استرالیا-انگلستان       | دهه ۷۰ (بازپخش:از سال ۱۳۸۱ تا ۲۵ شهریور ۱۳۸۲)       | شبکه یک                                |                                        |
| بلندترین صدا (The Loudest Voice)                               | آمریکا                  | ۱۳۹۹                                                | شبکه چهار                              | ۷                                      |
| برف و خاکستر (Snow and Ashes)                                  | روسیه                   | ۱۳۹۹                                                | شبکه چهار                              | ۴                                      |
| کمیسر لسکو (Julie Lescaut)                                     | فرانسه                  | ۱۳۸۵ تا ۱۳۸۸                                        | شبکه یک                                |                                        |
| امیلی در نیومون (Emily of New Moon)                            | کانادا                  | اوایل دهه ۱۳۸۰                                      | شبکه یک                                |                                        |
| رؤیای سبز (Anne of Green Gables)                               | کانادا                  | ۱۳۸۳                                                | شبکه یک                                | ۱۵                                     |
| خانواده کمپل (the campbells)                                   | کانادا                  | ۱۵/آبان/۱۳۷۷ تا ۲/مهر/۱۳۷۸ (بازپخش: ۱۳۸۵ و ۱۳۹۱)    | شبکه دو                                |                                        |
| برج سیاه                                                       |                         | ۳/مهر/۱۳۷۷ تا ۸/آبان/۱۳۷۷                           | شبکه دو                                | ۶                                      |
| هلیکوپتر امداد (Medicopter 117 – Jedes Leben zählt)            | آلمان                   | ۱۳۸۵                                                | شبکه پنج                               | بیش از ۵۰ قسمت                         |
| امداد هوایی (Die Rettungsflieger)                              | آلمان                   | ۱۳۸۴ تا ۱۳۸۵                                        | شبکه پنج                               |                                        |
| شوگان (Shōgun)                                                 | آمریکا-ژاپن             | ۱۳۸۳                                                | شبکه پنج                               |                                        |
| آکویلا (AQVILA)                                                | انگلستان                | اوایل دهه ۱۳۸۰                                      | شبکه یک                                |                                        |
| جوخه‌های ببر (Les Brigades du Tigre)                            | فرانسه-سوئیس            |                                                     |                                        |                                        |
| افسانه زاگالا                                                  | لهستان                  | شبکه یک                                             | ۱۳۷۹                                   | ۱۴                                     |
| پرستار دهکده (The District Nurse)                              | انگلستان                | (بازپخش: شبکه چهار)                                 | (بازپخش:۴ خرداد ۱۳۸۷ تا ۲۱ خرداد ۱۳۸۷) |                                        |
| بازرس فویل (Foyle's War)                                       | انگلستان                | شبکه پنج                                            | ۱۳۹۲                                   | ۳۶ (۱۸ قسمت اصلی دوتایی)               |
| خورشید علفزار (Sun on the Stubble)                             | استرالیا                | ۱۳۷۹                                                | شبکه یک                                |                                        |
| پدر مجرد                                                       | ژاپن                    | ۱۳۶۴                                                |                                        | ۹                                      |
| خانه زیبای من                                                  |                         | اوایل دهه هشتاد                                     | شبکه یک                                |                                        |
| کدبانوی کاراگاه (Hetty Wainthropp Investigates)                | انگلستان                | دهه هفتاد                                           | ؟                                      |                                        |
| ۵۵ درجه شمالی (55Degrees North)                                | ؟                       | ۱۳۹۰                                                | شبکه دو                                | ۱۳                                     |
| مرز جنون (Flashpoint)                                          | ؟                       | ۱۳۹۰                                                | شبکه دو                                | ۲۴                                     |
| دهکده خاطرات (Lark Rise to Candleford)                         | انگلستان                | ۱۳۹۰                                                | شبکه دو                                | ۳۲                                     |
| خانواده پلیس (Una famiglia in giallo)                          | ایتالیا                 | ۲۲ خرداد ۱۳۸۹ تا ۱۳ تیر ۱۳۸۹                        | شبکه یک                                | ۱۰                                     |
| چون باد دویدن (I can jump puddles)                             | استرالیا                | (بازپخش:۶ مهر ۱۳۸۷ تا ۱۴ مهر ۱۳۸۷)                  | (بازپخش: شبکه ۴)                       | ۷                                      |
| نیکلاس کوچک (Little Sir Nicholas)                              | انگلستان                |                                                     |                                        |                                        |
| رؤیای باغ در نیمه‌شب (Tom's Midnight Garden)                    | انگلستان                |                                                     |                                        |                                        |
| مربی (Trainer)                                                 |                         | ۱۳۸۹                                                | شبکه ۴                                 |                                        |
| آگاته (Agathe kann's nicht lassen)                             | ؟                       | ۱۳۹۱                                                | شبکه یک                                | ۶                                      |
| لبه تاریکی (Edge of Darkness)                                  | انگلستان                |                                                     | شبکه یک                                | ۶                                      |
| دوباره زندگی (ReGenesis)                                       | کانادا                  | ۱۳۹۲                                                | شبکه پنج                               |                                        |
| دوریت کوچولو (Little Dorrit)                                   | انگلستان                | ۱۳۹۲                                                | شبکه چهار                              |                                        |
| پرستاران (All Saints)                                          | استرالیا                | ۱ مهر ۱۳۸۲ تا ۱۳۹۱                                  | شبکه یک                                |                                        |
| پوآرو (Poirot)                                                 | انگلستان                | شبکه یک                                             |                                        |                                        |
| خانواده رابینسون (The Adventures of Swiss Family Robinson)     | نیوزیلند                | ۱۳۸۶                                                | شبکه سه                                | ۱۱                                     |
| خانواده فالرز (Die Fallers – Die SWR Schwarzwaldserie)         | آلمان                   | ۱۳۸۱                                                |                                        | ۲۶                                     |
| معما (Campion)                                                 | انگلستان                | ۱۳۷۲                                                | شبکه یک                                | ۱۲                                     |
| قلب (Cuorre)                                                   | ایتالیا                 |                                                     | شبکه پنج                               | ۱۲                                     |
| دختر مهاراجه (The Maharaja's Daughter)                         | ایتالیا-کانادا          | ؟                                                   | ؟                                      | ۵                                      |
| در برابر باد (Against the Wind)                                | استرالیا                | دهه ۱۳۶۰                                            | ؟                                      | ۹                                      |
| مأموران آبی پوش (Blue Heelers)                                 | استرالیا                | ۲۰ دی ۱۳۸۸ تا ۱۱ اردیبهشت ۱۳۹۰                      | شبکه یک                                | ۴۷                                     |
| مأموران پرونده‌های راکد (Cold Squad)                            | کانادا                  | ۴ اسفند ۱۳۸۲ تا ۱۵ آذر ۱۳۸۴                         | شبکه سه                                | ۶۸                                     |
| کارگران معدن (Pit Pony)                                        | کانادا                  | ۱۳۸۶ (بازپخش:۱۳۹۰)                                  | شبکه یک (بازپخش:شبکه دو)               | بیش از ۴۰ قسمت                         |
| درک (Derrick)                                                  | آلمان                   | ۱۳۷۳                                                | ؟                                      |                                        |
| دکتر مارتین (Doc Martin)                                       | انگلستان                | ۱۳۹۰                                                | شبکه پنج                               | ۱۰                                     |
| رودخانه برفی (The Man from Snowy River)                        | استرالیا                | ۱۳۷۷-۱۳۷۸                                           | ؟                                      | ۶۰                                     |
| دوران کهن (Primeval)                                           | انگلستان                | ۱۳۸۸                                                | شبکه ۴                                 | ۴۹                                     |
| کاراگاهان کهنه‌کار (New Tricks)                                 | انگلستان                | ۱۳۸۸ تا ۱۳۹۱                                        | شبکه ۴                                 |                                        |
| بازرس لینلی (The Inspector Lynley Mysteries)                   | انگلستان                | ۱۳۹۰ تا ۱۳۹۲                                        | شبکه ۴                                 |                                        |
| دو متر و چهل و سه                                              | ژاپن                    | ۱۴۰۲                                                | ?                                      |                                        |
| روزنامه‌نگار                                                    | ژاپن                    | ۱۴۰۲                                                | شبکه سه                                |                                        |
| سال‌های دور از خانه (Oshin)                                     | ژاپن                    | ۱۳۶۵ (بازپخش:۱۳۹۲–۱۴۰۳)                             | شبکه دو (بازپخش:شبکه تماشا)            | ۷۷ قسمت ۵۰ دقیقه ای                    |
| داستان زندگی (Hanekonma)                                       | ژاپن                    | اواخر دهه ۱۳۶۰ (بازپخش: ۱۳۹۱)                       | شبکه دو (بازپخش:شبکه تماشا)            | ۴۳ قیمت ۵۰ دقیقه ای                    |
| بازگشت خوشبختی (Suzuran)                                       | ژاپن                    | ۱۳۸۹                                                | شبکه سه                                | ۴۸ قسمت ۴۵ دقیقه ای                    |
| معلم جزیره (twenty-four eyes)                                  | ژاپن                    |                                                     |                                        |                                        |
| لا باراکا (La barraca)                                         | اسپانیا                 | اوایل دهه ۶۰                                        |                                        |                                        |
| فونتامارا (Fontamara)                                          | ایتالیا                 | اوایل دهه ۶۰                                        |                                        |                                        |
| قل سوم (The Third Twin)                                        | کاناا                   | ۸ شهریور ۱۳۸۴ تا ۲۹ شهریور ۱۳۸۴                     | شبکه یک                                | ۴ (در اصل فیلم هست)                    |
| شمال ۶۰ (North of 60)                                          | کانادا                  | ۱۹ /خرداد/ ۱۳۷۸ تا ۶/مهر/ ۱۳۷۹                      | شبکه سه                                | ۶۳                                     |
| فرانک ریوا (Frank Riva)                                        | فرانسه                  | ۱۳۹۴                                                | شبکه نمایش                             | ۱۲                                     |
| کمیسر رکس (Inspector Rex)                                      | اتریش-ایتالیا           | ؟                                                   | شبکه سه                                | ۳۲                                     |
| گیوم‌تل                                                         | آمریکا- فرانسه-بریتانیا | ۱۳۸۱ تا خرداد ۱۳۸۲                                  | شبکه سه                                |                                        |
| ققنوس و قالیچه (The Phoenix and the Carpet)                    | بریتانیا                | ۱۳۸۱ (بازپخش:۱۳۸۴)                                  | شبکه یک                                | ۱۳ (دراصل ۶ قسمت بریده شده)            |
| عملیات دوازده چین                                              | هندوستان                | ۲۲ خرداد ۱۳۸۲ تا؟                                   | شبکه سه                                |                                        |
| میخک (Carnation)                                               | ژاپن                    | ۱۳۹۴                                                | شبکه دو                                | ۳۹                                     |
| بخش تحقیقات (Section de recherches)                            | فرانسه                  | ۱۳۹۸                                                | شبکه سه                                | ۵۶                                     |
| هشدار برای کبرا ۱۱ (Alarm für Cobra 11 – Die Autobahnpolizei)  | آلمان                   | دهه ۱۳۸۰ تا کنون                                    | شبکه پنج                               |                                        |
| جواهری در قصر(Dae Jang Geum)                                   | کره جنوبی               | ۱۳۸۵ تا ۱۳۸۶                                        | شبکه دو                                | ۵۴                                     |
| امپراتور دریا (Emperor of the Sea)                             | کره جنوبی               | ۱۳۸۶ تا ۱۳۸۷                                        | شبکه سه                                | ۵۱                                     |
| تاجر پوسان (Sangdo)                                            | کره جنوبی               | ۱۳۸۷                                                | شبکه سه                                | ۵۰                                     |
| افسانه جومونگ (Jumong)                                         | کره جنوبی               | ۱۳۸۷ تا ۱۳۸۸                                        | شبکه سه                                | ۸۱                                     |
| پشت برج سفید (Behind the White Tower)                          | کره جنوبی               | ۳۱ فروردین ۱۳۸۸ تا ۱۸ آبان ۱۳۸۸                     | شبکه پنج                               | ۳۰ قسمت ۴۵ دقیقه ای                    |
| متشکرم (Thank You)                                             | کره جنوبی               | ۲۹ مهر ۱۳۸۷ تا ۲۱ بهمن ۱۳۸۷                         | شبکه پنج                               | ۱۶                                     |
| انسان خوب (Good Person)                                        | کره جنوبی               | ۱۰ آبان ۱۳۸۶ تا ۱۷ فروردین ۱۳۸۷                     | شبکه پنج                               | ۱۶                                     |
| پزشکان (Medical brothers)                                      | کره جنوبی               | ۱۳۸۲                                                | شبکه پنج                               | ۱۶                                     |
| عامل ناشناخته (Psi Factor)                                     | کانادا                  | اوایل دههٔ ۱۳۸۰                                      | شبکه سه                                |                                        |
| نگهبانان جنگل                                                  |                         | ۱۳۸۳ (بازپخش:۱۳۹۲)                                  | شبکه یک (بازپخش:تماشا)                 | ۱۶ (بازپخش:۳۴(۱۷ قسمت دوتایی))         |
| طلای هانتر                                                     |                         | ۵ دی ۱۳۸۳ تا ۲۴ بهمن ۱۳۸۳                           | شبکه دو                                | ۷                                      |
| مهمانخانه جامائیکا (Jamaica Inn)                               |                         | دهه ۱۳۸۰                                            |                                        |                                        |
| ریومادن                                                        | ژاپن                    | ۱۳۹۶                                                | شبکه پنج                               |                                        |
| افسانه سه برادر                                                | چین                     | ۱۳۹۷                                                | شبکه تماشا                             | ۹۵                                     |
| امپراتوری چین ۲: اتحاد (The Qin Empire)                        | چین                     | ۱۳۹۴                                                | شبکه نمایش                             | ۵۱                                     |
| ابری بر بالای کوه (Saka no Ue no Kumo)                         | ژاپن                    | ۱۳۹۹                                                | شبکه چهار                              | ۲۶                                     |
| یوهان فالک (Johan Falk) (Johan Falk)                           | سوئد                    | ۱۳۹۰                                                | شبکه سه                                | ۱۲                                     |
| حادثه (Casualty) (Casualty)                                    | انگلستان                | ۱۳۹۱                                                | شبکه چهار                              | ۱۲۹                                    |
| گروه ضربت (Rush)                                               | استرالیا                | ۱۳۹۲                                                | شبکه یک                                | ۳۶                                     |
| مظنون (Person of Interest)                                     | آمریکا                  | ۱۳۹۷                                                | شبکه فارس                              |                                        |
| دفتر حقوقی (The Firm)                                          | کانادا، آمریکا          | ۱۳۹۳                                                | شبکه یک                                |                                        |
| رد پول را بگیر (Follow the Money)                              | دانمارک                 | ۱۳۹۷                                                | شبکه پنج                               |                                        |
| سرنخ (La Source)                                               | فرانسه                  | ۱۳۹۷                                                | شبکه یک                                | ۶                                      |
| باغ وحش ما (Our Zoo)                                           | انگلستان                | ۱۳۹۷                                                | شبکه تماشا                             |                                        |
| سرقت پول (La casa de papel)                                    | اسپانیا                 | ۱۳۹۷                                                | شبکه تماشا                             |                                        |
| بازرس فویل (Foyle's War)                                       | انگلستان                | ۱۳۹۲                                                | شبکه پنج                               |                                        |
| ماموران مخفی پلیس (Stingers)                                   | استرالیا                | ۹ مرداد ۱۳۸۴ تا ۹ تیر ۱۳۸۷                          | شبکه یک                                | ۱۳۲                                    |
| پلیس مخفی (Played)                                             | کانادا                  | ۱۳۹۵                                                | شبکه یک                                | ۷                                      |
| بیمارستان کودکان (children's hospital)                         | استرالیا                |                                                     | ۱۱                                     |                                        |
| دونگ یی(Dong Yi)                                               | کره جنوبی               | ۱۳۹۱                                                | شبکه سه                                | ۶۰                                     |
| خانواده جدید (My Husband Got a Family)                         | کره جنوبی               | ۱۳۹۷                                                | شبکه دو                                | ۶۶                                     |
| نقاش باد (Painter of the Wind)                                 | کره جنوبی               | ۱۳۹۳ و ۱۳۹۴ (بازپخش:۱۳۹۷)                           | شبکه‌های استانی (بازپخش:شبکه امید)      | ۲۰                                     |
| افسانه اوک نیو (Flowers of the Prison)                         | کره جنوبی               | ۱۳۹۷                                                | شبکه سه                                | ۷۳ قسمت ۵۰ دقیقه ای                    |
| بخش قلب (New Heart)                                            | کره جنوبی               | ۱۳۹۷                                                | شبکه دو                                | ۲۵                                     |
| پزشکان جوان (general hospital 2)                               | کره جنوبی               | ۱۳۹۵                                                | شبکه دو                                |                                        |
| وضعیت اضطراری (D-Day)                                          | کره جنوبی               | ۱۳۹۶                                                | شبکه پنج                               | ۲۰                                     |
| پاستا (Pasta)                                                  | کره جنوبی               | ۱۳۹۴                                                | شبکه نمایش                             | ۲۰                                     |
| افسانه خورشید و ماه (Moon Embracing the Sun)                   | کره جنوبی               | ۱۳۹۳                                                | شبکه سه                                | ۳۰                                     |
| سرنوشت یک مبارز (Gyebaek)                                      | کره جنوبی               | ۱۳۹۴                                                | شبکه نمایش                             | ۳۶                                     |
| افسانه سامبونگ (Jeong Do-jeon)                                 | کره جنوبی               | ۱۳۹۶                                                | شبکه پنج                               | ۵۰                                     |
| کیمیاگر (Midas)                                                | کره جنوبی               | ۱۳۹۷                                                | شبکه افق                               | ۲۱                                     |
| دکتر خوب (Good Doctor)                                         | کره جنوبی               | ۱۳۹۴                                                | شبکه دو                                |                                        |
| سرنوشت (The Great Doctor)                                      | کره جنوبی               | ۱۳۹۳                                                | شبکه نمایش                             | ۲۴                                     |
| جونگ میونگ                                                     | کره جنوبی               | ۱۳۹۸                                                | شبکه پنج                               | ۵۰                                     |
| ایسان (Lee San, Wind of the Palace)                            | کره جنوبی               | ۱۳۹۳                                                | شبکه تماشا                             | ۷۷                                     |
| خانواده کیمچی (Kimchi Family)                                  | کره جنوبی               | ۱۳۹۳ (بازپخش:۱۳۹۶)                                  | شبکه نمایش (شبکه تماشا (بازپخش))       | ۲۴                                     |
| دو دوست (The Duo)                                              | کره جنوبی               | ۱۳۹۱                                                | شبکه دو                                | ۳۲                                     |
| رودخانه ماه (The Return of Iljimae)                            | کره جنوبی               | ۱۳۹۰                                                | شبکه سه                                | ۲۴                                     |
| قهرمان (Hong Gil-dong)                                         | کره جنوبی               | ۱۳۹۴                                                | شبکه نمایش                             | ۲۴                                     |
| سایمدانگ، خاطرات درخشان                                        | کره جنوبی               | ۱۳۹۹(بازپخش:۱۴۰۱–۱۴۰۲)                              | شبکه تماشا                             | ۴۴                                     |
| بیمارستان چونا (Brain یاBeure-in)                              | کره جنوبی               | ۱۳۹۳                                                | شبکه پنج                               | ۲۰                                     |
| ایلجیما (Iljimae)                                              | کره جنوبی               | ۱ آذر ۱۳۹۹ تا ۱۳ دی ۱۳۹۹                            | شبکه پنج                               | ۳۰                                     |
| اثبات بی گناهی (Proven Innoncent) Proven Innocent              | آمریکا                  | ۱۳۹۹                                                | شبکه چهار                              | ۱۰                                     |
| هانا(Hanna)                                                    | آمریکا                  | ۱ آذر ۱۳۹۹ تا ۲۰ آذر ۱۳۹۹                           | شبکه سه                                | ۱۶                                     |
| نوش جان!(Gochisōsan)                                           | ژاپن                    | ۲۳ دی ۱۳۹۹                                          | شبکه تماشا                             |                                        |
| باهم(To Gether Be)                                             | چین                     | ۱۴۰۰                                                | شبکه پنج                               | ۲۰                                     |
| پزشک دربار(The Imperial Doctress)                              | چین                     | ۱۴۰۰                                                | شبکه پنج                               | ۴۹                                     |
| شرلوک                                                          | انگلستان                | ۱۳۹۰                                                | شبکه سه                                |                                        |
| جین ایر (مجموعه تلویزیونی ۲۰۰۶)                                | انگلستان                | ۱۳۹۶                                                | شبکه چهار                              |                                        |
| شمال و جنوب                                                    | انگلستان                | ۱۳۹۴                                                | شبکه نمایش                             |                                        |
| خانم مارپل (مجموعه تلویزیونی) (Miss Marple)                    | انگلستان                | اواسط دهه هفتاد                                     | شبکه یک                                | ۱۸                                     |
| سرگذشت نارنیا                                                  | انگلستان                | ۱۳۸۰                                                | شبکه دو                                | ۱۸                                     |
| شیر، کمد و جادوگر                                              | انگلستان                | ۱۳۸۰                                                | شبکه دو                                | ۱۸                                     |
| شاهزاده کاسپین                                                 | انگلستان                | ۱۳۸۰                                                | شبکه دو                                | ۱۸                                     |
| صندلی نقره‌ای                                                   | انگلستان                | ۱۳۸۰                                                | شبکه دو                                | ۱۸                                     |
| بازگشت سامید                                                   | انگلستان                | ۱۳۸۰                                                | شبکه دو                                | ۱۸                                     |
| پنج بچه و شنی (Five Children and It)                           | انگلستان                | اوایل دهه ۱۳۸۰                                      |                                        | ۶                                      |

## نوشتارهای مرتبط
- فهرست مجموعه‌های تلویزیونی ایران
- فهرست مجموعه‌های تلویزیونی تحریم‌شده توسط سازمان صدا و سیما